# メリン湖
メリン湖あるいはミリン湖(スペイン語: Laguna Merín、ポルトガル語: Lagoa Mirim) とはブラジルのリオ・グランデ・ド・スル州南部からウルグアイにまで延びている、入り江の大湖である。北にあるより大きな隣のパトス湖のように、メリン湖は砂地や、ところによっては不毛な半島によって隔てられている。
メリン湖は周囲108マイルで6マイルから22マイルの幅になり、湖の周縁はパトス湖よりも不規則であり、航行可能なサン・ゴンサロ水路を通してパトス湖に注いでいる。メリン湖は大西洋とは直接通じていないが、リオ・グランデ（大西洋にパトス湖をつなげる長さおよそ24マイルの潮路）はラグーンといくつかの港の両方に対して入り口を確保している。湖の南部はウルグアイの領土に横たわっているが、条約で定められた航行権は絶対的にブラジルに帰属している。
これらの湖は両方明らかに古代において海岸線の沈下によって風と潮流の働きによって作られた砂浜に閉ざされたままとなっている。これらの水面は海面と殆ど同じ高さだが、水は潮流の影響を受け、リオ・グランデから少し離れたところでは汽水域となっている。
ウルグアイの国境線の一部をなしているジャグアラン川はメリン湖に注ぎ、26マイルまで航行可能で、ジャグアランの町を越えたところにある。